# Playa de La Tejita

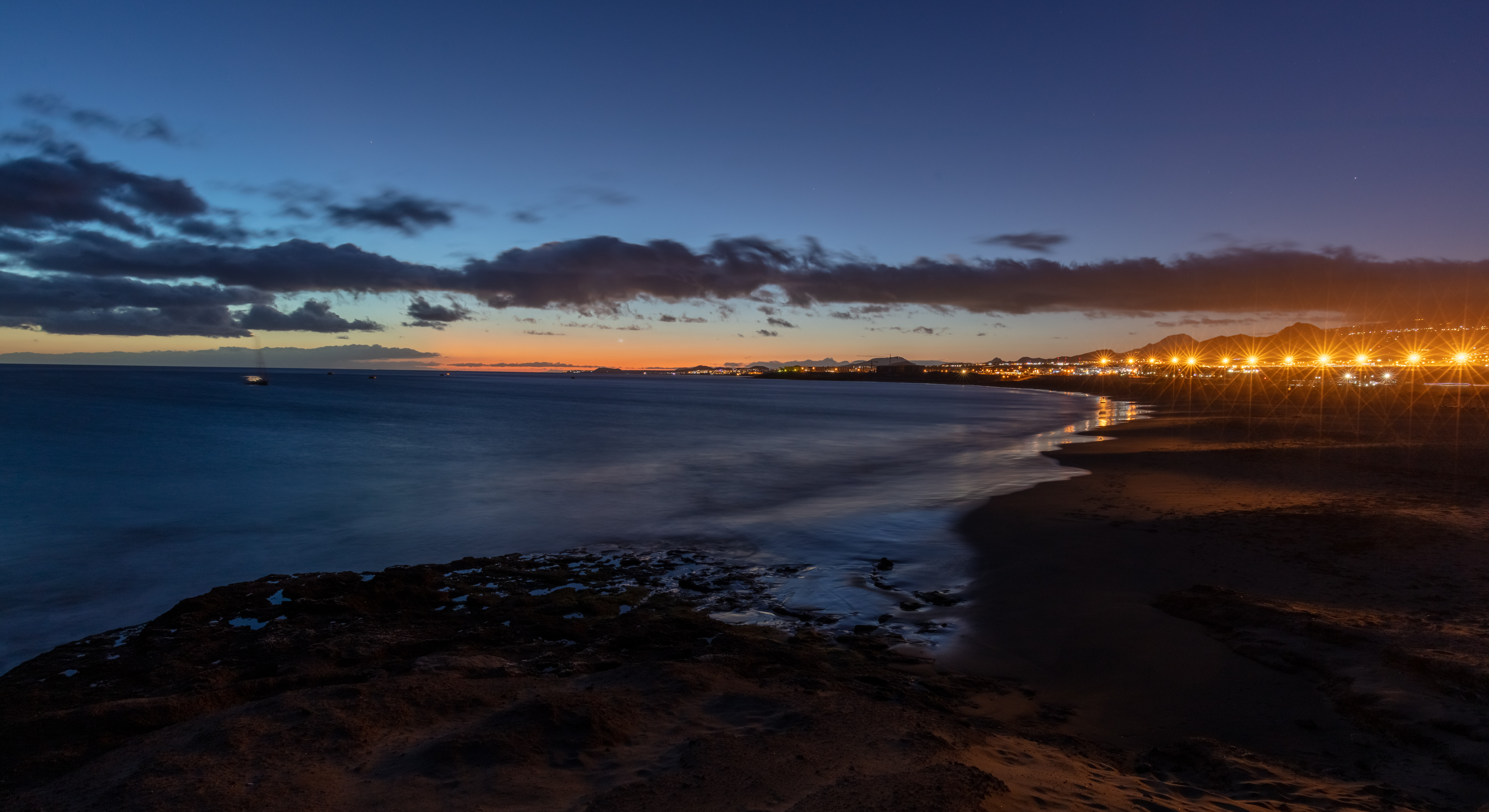
Vista de la playa al ponerse el sol.

La playa de La Tejita se encuentra situada en El Médano, Granadilla de Abona, junto al cono volcánico de Montaña Roja. La zona está catalogada como espacio natural protegido (Reserva natural especial de Montaña Roja), por lo que el acceso en coche hasta la playa no está autorizado. Sin embargo, hay unos aparcamientos junto a la carretera de El Médano-Los Abrigos con varios caminos que llevan directamente a la playa. El trayecto a pie solo dura unos diez minutos.
Por lo general, el nivel de ocupación de la playa es bastante bajo, concentrándose la mayoría de los usuarios en los puntos más cercanos a los aparcamientos, es decir, los dos extremos. Hay dos zona habilitadas con hamacas y sombrillas que se pueden alquilar, también próximas a los puntos de mayor afluencia.
En la bahía existen unas boyas en las que suelen fondear petroleros para abastecer de combustible al cercano Aeropuerto Tenerife Sur.
El nudismo está permitido en toda la playa, aunque suele ser más habitual en el extremo oriental, justo al pie de Montaña Roja.
Debido a las condiciones climatológicas de la zona y de la playa (oleaje y viento), es frecuente que se practiquen deportes acuáticos tales como el Surf, Bodyboard, Windsurf o Kitesurf. A escasos metros de esta playa, en la Playa de El Cabezo se celebra el Campeonato Mundial de Windsurf.